# Johannes Willem Holtrop
Johannes Willem Holtrop (Amsterdam, 20 juni 1806 - Den Haag, 13 februari 1870) was een Nederlands bibliograaf, bibliothecaris, uitgever en directeur van de Koninklijke Bibliotheek.
Johannes Willem Holtrop werd geboren in Amsterdam als zoon van Jan Steven van Esveldt Holtrop en Catharina Brouwer. Hij was een kleinzoon van politiecommissaris Willem Holtrop.
Al op jonge leeftijd vertaalde hij een Frans prentenboek. Na afloop van zijn studie letteren en rechten, in 1829, werd hij aangesteld bij de Koninklijke Bibliotheek, onder toeziend oog van de directeur, Charles Sulpice Flament, die hij in 1836 zou opvolgen. Later werd hij ook door koning Willem I gevraagd diens bibliotheek en die van zijn dochter Marianne te organiseren. Later deed hij dat ook bij de bibliotheek van koning Willem III. Hij werd tevens door Willem III gevraagd om intendant van de Koninklijke Schouwburg te worden. Hij gaf ook meerdere tijdschriften uit. In 1851 werd hij samen met Jacob van Lennep, Joost Hendrik Burlage, Abraham Johannes de Bull en Hendrik Jan Schimmel door Willem III benoemd in een commissie die advies uitbracht over de verbetering van het toneel in Nederland.
In 1856 gaf hij de "Catalogus librorum Saeculo XVo impressorum quotquot in Bibliotheca Regia Hagana asservantur" uit, een overzicht van boekdrukken t/m de 15e eeuw in de collectie van de Koninklijke Bibliotheek. Ook gaf hij nog andere werken uit op het gebied van de Koninklijke Bibliotheek en schreef hij "levensberichten" over Johannes Cornelis de Jonge en Willem Hendrik Jacob baron van Westreenen van Tiellandt in het Jaarboek van de Maatschappij der Nederlandse Letterkunde. Met zijn zwager Marijn Campbell gaf hij van 1857 - 1868 "Monuments typographiques des Pays-Bas au 15me siècle - Collection de facsimile d'après les originaux conservés à la Bibl. Royale de La Haye et ailleurs" uit, een werk over lettertypes aangetroffen in de werken in het bezit van de Koninklijke Bibliotheek.
Johannes Willem Holtrop ging in 1868 met pensioen bij de Koninklijke Bibliotheek. Na zijn pensionering wijdde hij zich aan het ordenen van de collectie van wijlen baron Westreenen van Tiellandt in het Museum Meermanno-Westreenianum, waar hij tijdens zijn werk in 1870 overleed.
- Bibliothèque nationale de France: cb13557017w (data)
- Biografisch Portaal: 96107277
- Digitale Bibliotheek voor de Nederlandse Letteren: holt007
- Gemeinsame Normdatei: 101386729
- International Standard Name Identifier: 0000 0000 8108 8980
- Library of Congress Control Number: nr95031796
- Nationale Bibliotheek van Israël: 987007394334605171
- Nederlandse Thesaurus van Auteursnamen: 069855447
- RKD-Nederlands Instituut voor Kunstgeschiedenis: 472190
- Système universitaire de documentation: 085827053
- Trove: 863774
- Virtual International Authority File: 29697274
- WorldCat: E39PBJj4pVJG6fcTktBWWcrcyd